# Hechtsee
Hechtsee är en sjö i Österrike.   Den ligger i distriktet Kufstein och förbundslandet Tyrolen, i den centrala delen av landet, 300 km väster om huvudstaden Wien. Hechtsee ligger 542 meter över havet.
I omgivningarna runt Hechtsee växer i huvudsak blandskog. Runt Hechtsee är det ganska tätbefolkat, med 100 invånare per kvadratkilometer.
Sjön ligger nära gränsen till Tyskland och den avvattnas av Hechtbach. Vid utloppet finns en två meter hög dammbyggnad. I Hechtsee registrerades olika fiskar som gös, karp och laxfiskar. En smalspårig järnväg sammanlänkar orten Thiersee nära sjön med Kiefersfelden i Tyskland. Sjön är upp till 56 meter djup och den har en yta av 28 hektar.